# سنگ‌چشم جنگلی مالابار
سنگ‌چشم جنگلی مالابار (نام علمی: Tephrodornis sylvicola) گونه‌ای از پرندگان است که معمولاً در تیرهٔ وانگایان (Vangidae) جای می‌گیرند. در غرب هند یافت می‌شود. گاهی آن را زیرگونه‌ای از سنگ‌چشم جنگلی بزرگ در نظر می‌گیرند.